# Аустрија на Европском првенству у атлетици на отвореном 2016.
Аустрија је учествовала на 23. Европском првенству 2016. одржаном у Амстердаму, Холандија, од 6. до 19. јула. Репрезентацију Аустрије на њеном 21. учешћу на европским првенствима на отвореном представљало је 17 спортиста (8 мушкараца и 9 жена), али је на првенству учествовало 16 (8 мушкараца и 8 жена), који су се такмичили у 9 дисциплина (6 мушких и 4 женске).
У укупном пласману Аустрија је са једном бронзаном медаљом поделила 27. место од 32 земље које су освајале медаље. У табели успешности (према броју и пласману такмичара који су учествовали у финалним такмичењима (првих 8 такмичара)) Аустрија је са два учесника у финалу заузела 31. место са 8 бодова, од 38 земаља које су имале представнике у финалу. Првопласирани је добијао 8 бодова, а последњи, осми 1 бод.
| Плас. | Земља    | 1. место | 2. место | 3. место | 4. место | 5. место | 6. место | 7. место | 8. место | Бр. финал. | Бод. |
| ----- | -------- | -------- | -------- | -------- | -------- | -------- | -------- | -------- | -------- | ---------- | ---- |
| 31.   | Аустрија | 0        | 0        | 1        | 0        | 0        | 0        | 1        | 0        | 2          | 8    |

## Учесници
| Бр. | Дисциплина    | Мушкарци                                                 | Жене                                     | Укупно |
| --- | ------------- | -------------------------------------------------------- | ---------------------------------------- | ------ |
| 1.  | 100 м         | Маркус Фукс                                              |                                          | 1      |
| 2.  | 1.500 м       | Андреас Војта                                            |                                          | 1      |
| 3.  | 5.000 м       | Брентон Рове                                             |                                          | 1      |
| 4.  | Полумаратон   | Валентин Пфајл Едвин Кембој Lemawork Ketema Weldearegaye | Андреа Мајр Анита Бајерл                 | 5      |
| 5.  | 100 м препоне |                                                          | Штефани Бендрат Беате Шрот Ева Винбергер | 3      |
| 6.  | 400 м препоне | Домник Хуфнагл                                           |                                          | 1      |
| 7.  | Бацање диска  |                                                          | Вероника Вацек                           | 1      |
| 8.  | Седмобој      |                                                          | Ивона Дадић Верена Прајнер               | 1      |
| 9.  | Десетобој     | Доминик Дистелбергер                                     |                                          | 1      |
|     | Укупно (9)    | 8                                                        | 8                                        | 16     |

## Резултати

### Мушкарци
| Атлетичар                    | Дисциплина    | Лични рекорд | Група       | Група        | Полуфинале           | Полуфинале           | Финале               | Финале        | Детаљи |
| Атлетичар                    | Дисциплина    | Лични рекорд | Резултат    | Место        | Резултат             | Место                | Резултат             | Место         | Детаљи |
| ---------------------------- | ------------- | ------------ | ----------- | ------------ | -------------------- | -------------------- | -------------------- | ------------- | ------ |
| Маркус Фукс                  | 100 м         | 10,36        | 10,56       | 5. у гр. 3   | Није се квалификовао | Није се квалификовао | Није се квалификовао | 31 / 34 (37)  |        |
| Андреас Војта                | 1.500 м       | 3:36,11      | 3:46,32     | 11. у гр. 1  |                      |                      | Није се квалификовао | 30. / 35 (37) |        |
| Брентон Рове                 | 5.000 м       | 13:36,62     |             |              |                      |                      | 13:58,96             | 15. / 19 (20) |        |
| Валентин Пфајл               | полумаратон   | 1.04,16      | 1.09:34     | 71 / 84 (92) |                      |                      |                      |               |        |
| Едвин Кембој                 | полумаратон   | 1.04:48      | 1.07:51     | 58 / 84 (92) |                      |                      |                      |               |        |
| Lemawork Ketema Weldearegaye | полумаратон   | 1.03,50      | 1.05:10 ЛРС | 20 / 84 (92) |                      |                      |                      |               |        |
| Доминик Хуфнагл              | 400 м препоне | 51,26        | 51,88       | 5. у гр. 3   | Није се квалификовао | Није се квалификовао | Није се квалификовао | 32 / 36 (39)  |        |

десетобој
| Дисциплина   | Доминик Дистелбергер | Доминик Дистелбергер | Доминик Дистелбергер | Доминик Дистелбергер |        |       |
| Дисциплина   | Лич. рек.            | Резултат             | Бод.                 | Плас.                | Укупно | Плас. |
| ------------ | -------------------- | -------------------- | -------------------- | -------------------- | ------ | ----- |
| 100 м        | 10,54                | 10,91                | 881                  |                      |        | 4.    |
| Скок удаљ    | 7,74                 | 7,20                 | 862                  | 10                   | 1.743  | 7.    |
| Бацање кугле | 13,76                | 13,05                | 670                  | 24                   | 2.413  | 15.   |
| Скок увис    | 2,00                 | 1,86                 | 679                  | 23                   | 3.092  | 20.   |
| 400 м        | 47,25                | НС                   |                      |                      |        |       |
| 110 препоне  | 14,20                |                      |                      |                      |        |       |
| Бацање диска | 45,23                |                      |                      |                      |        |       |
| Скок мотком  | 5,00                 |                      |                      |                      |        |       |
| Бацање копља | 59,97                |                      |                      |                      |        |       |
| 1.500 м      | 4:27,10              |                      |                      |                      |        |       |
| Укупно       | 8.175                |                      |                      |                      | НЗ     |       |

### Жене
| Атлетичар       | Дисциплина    | Лични рекорд | Група           | Група           | Полуфинале            | Полуфинале            | Финале                | Финале          | Детаљи |
| Атлетичар       | Дисциплина    | Лични рекорд | Резултат        | Место           | Резултат              | Место                 | Резултат              | Место           | Детаљи |
| --------------- | ------------- | ------------ | --------------- | --------------- | --------------------- | --------------------- | --------------------- | --------------- | ------ |
| Андреа Мајр     | полумаратон   | 1.11:49 НР   |                 |                 |                       |                       | 1.13:49               | 30 / 81 (90)    |        |
| Анита Бајерл    | полумаратон   |              | 1.17,48         | 66 / 81 (90)    |                       |                       |                       |                 |        |
| Штефани Бендрат | 100 м препоне | 13,11        | 13,17           | 4. у гр. 1      | 14,00                 | 7. у пф. 2            | Није се квалификовала | 23 / 34 (38)    |        |
| Беате Шрот      | 100 м препоне | 12,82 НР     | Није стартовала | Није стартовала | Није стартовала       | Није стартовала       | Није стартовала       | Није стартовала |        |
| Ева Винбергер   | 100 м препоне | 13,42        | 13,43           | 6. у гр 2.      | Није се квалификовала | Није се квалификовала | Није се квалификовала | 33 / 34 (38)    |        |
| Вероника Вацек  | бацање диска  | 58,77        | 53,79           | 11. у гр. Б     |                       |                       | Није се квалификовала | 22. / 26        |        |

Седмобој
| Дисциплина    | Ивона Дадић | Ивона Дадић | Ивона Дадић | Ивона Дадић | Ивона Дадић | Ивона Дадић |
| Дисциплина    | Лич. рек.   | Резултат    | Бод.        | Плас.       | Укупно      | Плас.       |
| ------------- | ----------- | ----------- | ----------- | ----------- | ----------- | ----------- |
| 100 м препоне | 13,49       | 13,83       | 1.003       | 11          |             |             |
| Скок увис     | 1,80        | 1,77 ЛРС    | 941         | 4           | 1.944       | 7           |
| Бацање кугле  | 13,62       | 14,10 ЛР    | 801         | 8           | 2.745       | 8.          |
| 200 м         | 23,96       | 24,11 ЛРС   | 917         | 2           | 3.715       | 3.          |
| Скок удаљ     | 6,49        | 6,32        | 949         | 3           | 4.664       | 3           |
| Бацање копља  | 52,48       | 47,92       | 820         | 7           | 5.484       | 3           |
| 800 м         | 2:10,67     | 2:12,83 ЛРС | 924         |             |             |             |
| Седмобој      | 6.196 НР    |             |             |             | 6.408 НР    |             |

| Дисциплина    | Верена Прајнер | Верена Прајнер | Верена Прајнер | Верена Прајнер | Верена Прајнер | Верена Прајнер |
| Дисциплина    | Лич. рек.      | Резултат       | Бод.           | Плас.          | Укупно         | Плас.          |
| ------------- | -------------- | -------------- | -------------- | -------------- | -------------- | -------------- |
| 100 м препоне | 14,18          | 13,94 ЛР       |                | 14             |                |                |
| Скок увис     | 1,67           | 1,71 ЛР        | 867            | 12             | 1.854          | 13.            |
| Бацање кугле  | 13,67          | 13,51          | 761            | 13             | 2.615          | 14.            |
| 200 м         | 23,66          | 24,64          | 920            | 7              | 3.535          | 11.            |
| Скок удаљ     | 5,83           | 5,68           | 753            | 14             | 4.288          | 13.            |
| Бацање копља  | 45,82          | 48,31          | 827            | 6              | 5.115          | 12.            |
| 800 м         | 2:11,65        | 2:12,03        | 935            | 2              |                |                |
| Седмобој      | 5.840          |                |                |                | 6,050 ЛР       | 7              |